# 小松雄一郎
小松 雄一郎（こまつ ゆういちろう、1907年12月24日 - 1996年6月22日 ）は、ベートーヴェン研究で知られる音楽学者、政治運動家である。
息子に自動車エンジニアの小松礼雄がいる。

## 経歴
京都府出身。慶應義塾に進んだ。原語のカール・マルクス『資本論』に取り組み、伏せ字だらけのウラジーミル・レーニン『国家と革命』から強く影響を受ける一方で、ロマン・ロラン『ベートーヴェンの生涯』を読み、輸入盤レコードで「交響曲第6番」を聞いて、ルートヴィヒ・ヴァン・ベートーヴェンの世界の虜になっていた。
1931年、慶應義塾大学高等部のストライキに参加。その後、日本共産青年同盟に加盟、まもなく日本共産党に入党。1932年12月12日、治安維持法により逮捕、投獄された。スパイ三船留吉によって特高警察に売られたものとみられる。
市ヶ谷刑務所でカストナー＝カップ著『ベートーヴェン書簡集』を入手し読み通した。転向・出獄後、その訳出を試み、1940年岩波文庫の1冊として出版を果たした。父親の経営する宇治化学で営業担当重役。
戦後、再建された日本共産党の幹部となり、党京都地方委員会、中央宣伝教育部を経て、1951年10月22日より椎野悦朗の後任の臨時中央指導部議長を務めた。1954年、離党。
ベートーヴェンを研究し、翻訳や著作につとめた。
1980年9月に幽閉先の中国から帰国した伊藤律による口述証言の聞き手を務め、その記録はのちに出版された。

## 著書
- 『ベートーヴェン第九:フランス大革命に生きる』築地書館 1979
- 『ベートーヴェン ミサ・ソレムニス』築地書館 1980

編著
- 編『日本共産党の新しい構想』日本勞農通信社 労農情報 1949

### 翻訳
- 『ベートーヴェン書簡集』岩波文庫 1940、 改訂増補 岩波文庫1957
- 訳編、ベートーヴェン『音楽ノート』岩波文庫 1957
- フレデリック・ショパン著、アーサー・ヘドレイ編『ショパンの手紙』白水社 1965.4、新装復刊 白水社 2003.6
- 訳編『ベートーヴェン書簡選集』音楽之友社 1978-1979
- 編訳、ベートーヴェン著『新編ベートーヴェンの手紙』上・下 岩波文庫 1982年
- ベートーヴェン ; フリードリヒ・フォン・シラー原詩『歓喜の歌:ベートーヴェン交響曲第九番:≪合唱終曲≫』ショパン 2010.2, c1994 第20版 楽譜(ヴォイススコア)